# Loerbrocks
Loerbrocks, ursprünglich auch Loer-Broickhusen, war ein Ort in der damaligen Landgemeinde Lohne, im gleichnamigen Amt.

## Geschichte
Der an der Ahse gelegene Ort entstand aus drei Höfen. Der sogenannte kleine Hof war lehnrührig vom Haus Füchten. Johann von Lüdinghausen, genannt Wolf zur Füchten, belehnte 1560 Johann Zweiffeler auf dem hohen Wege zu Soest und 1563 den dem Soester Patriziat angehörigen Andreas Klepping mit dem Hof. Johann Wulff von Lüdinghausen, ein Beisitzer des Kammergerichtes zu Speier, erklärte, dass er den Soester Bürgermeister Andreas Klepping mit dem Hof belehnt habe. 1608 belehnte Johann von Lüdinghausen Johann Klepping, der 1616 durch Friedrich von Lüdinghausen genannt Wolf, einen Domscholaster zu Hildesheim und Erbherrn zu Füchten, abermals belehnt wurde.
Die Lehnsherren des sogenannten großen Hofes zu Brockhausen waren die Herren von Fürstenberg zu Waterlappe. Friedrich von Fürstenberg zur Waterlappe belehnte 1563 Andreas Klepping mit einem Viertel des Hofes; er wurde noch einmal 1568 von Kaspar von Fürstenberg damit belehnt. Die Lehnbarkeit wurde der Familie von Fürstenberg später von den Vasallen abgekauft. Der Schulte von Loerbrocks bezahlte nach dem Kataster von 1685 die Pacht an die Soester Patrizier von Kubach, von Varsheim und von Mengen, sowie an die Minorennen des Florenz Brandis zu Werl.
Über den dritten Hof gibt es keine Erkenntnisse, auch der Name wurde nicht überliefert.